# Chan-ťiang
Chan-ťiang (čínsky pchin-jinem Han Jiang, znaky zjednodušené 汉水, tradiční 漢江) nebo Chan-šuej (čínsky pchin-jinem Han Shui, znaky 漢水) je řeka v provinciích Šen-si a Chu-pej v Číně. Je 1532 km dlouhá. Povodí má rozlohu 175 000 km².

## Průběh toku
Pramení na jižních svazích horského hřbetu Čchin-ling. Na horním toku má charakter horské řeky a překonává mnohé peřeje. Nedaleko města Kuang-chua vtéká do roviny, ve které je koryto obehnáno hrázemi. Ústí zleva do řeky Jang-c’-ťiang u města Wu-chan.

## Vodní režim
Zdrojem vody jsou především dešťové srážky. V létě dochází k povodním, zatímco v zimě je v řece vody málo. Průměrný průtok vody činí přibližně 2000 m³/s.

## Využití
Využívá se k zavlažování. Vodní doprava je možná od města Kuang-chua.